# Рентгеновский аппарат

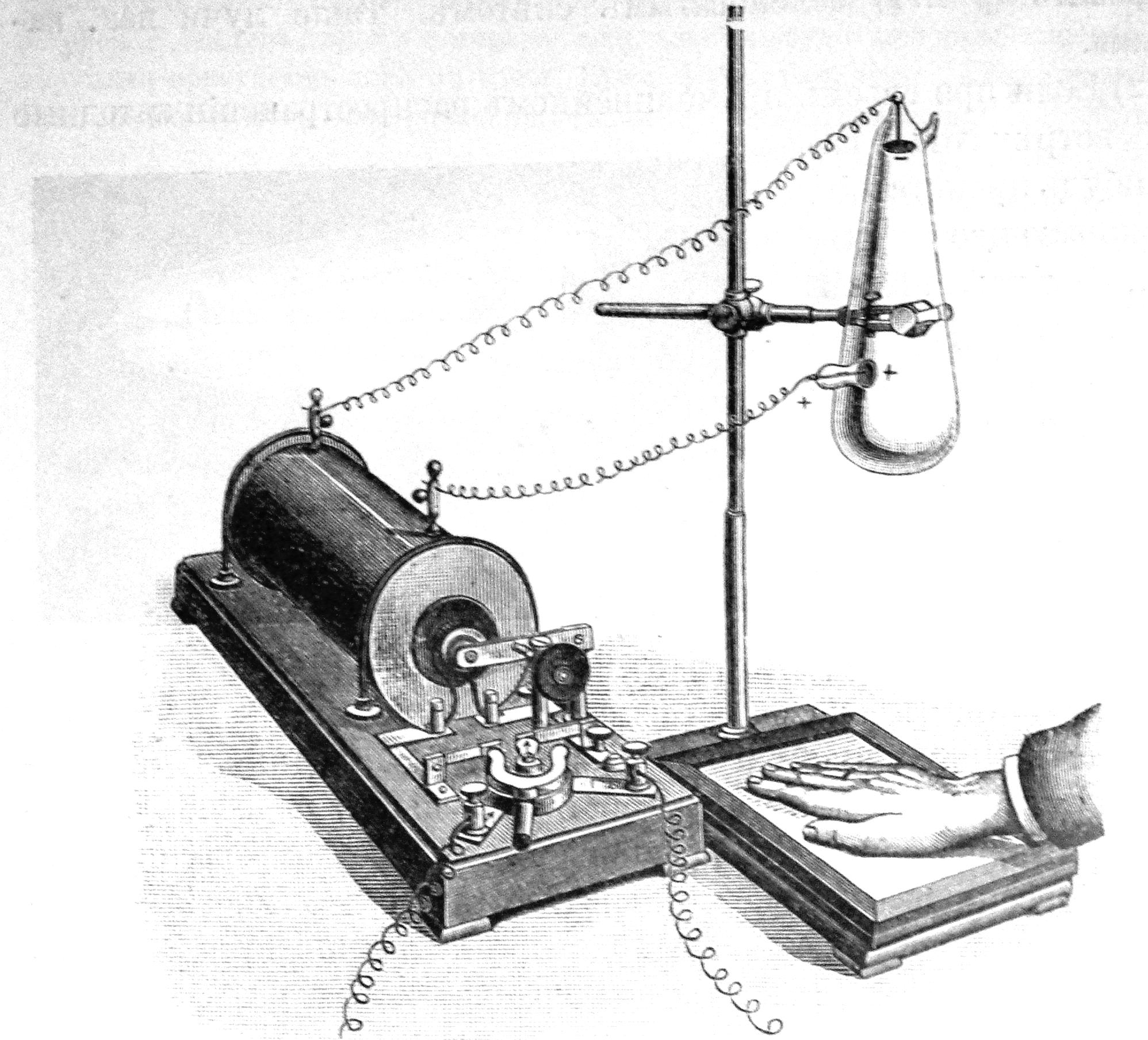
Рентгеновская установка для экспериментов с Х-лучами. Пример простейшего рентгеновского аппарата. Состоит из источника высокого напряжения (катушка Румкорфа) и рентгеновской трубки (трубка Крукса). Изображение регистрируется на фотопластинку

Рентгеновский аппарат — совокупность оборудования для получения и использования рентгеновского излучения. Используется в медицине (рентгенография, рентгеноскопия, рентгенотерапия), дефектоскопии, неразрушающем контроле. Рентгеновские аппараты особой конструкции применяются в рентгеноспектральном и рентгеноструктурном анализе. Рентгеновский аппарат входит в состав интроскопа и томографа.

## История

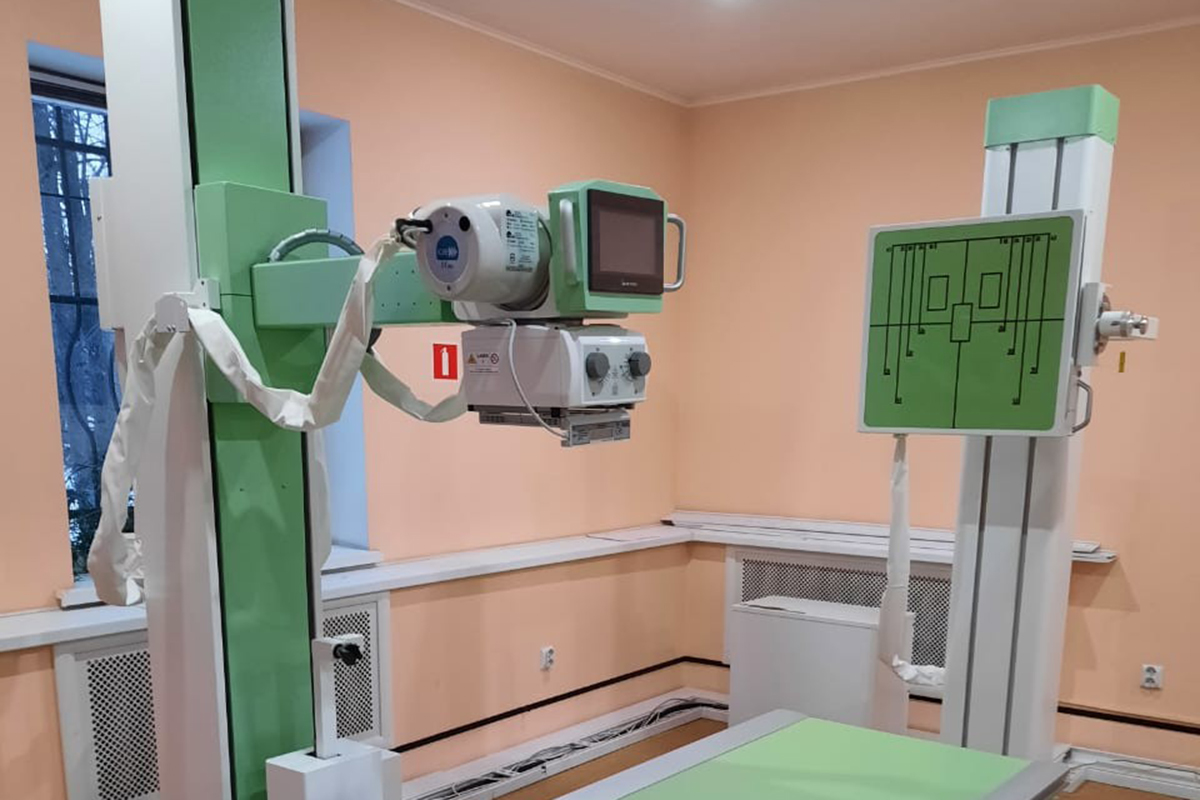
Современный рентгеновский аппарат в одной из больниц Калининградской области

До 1930-х годов рентгеновские аппараты представляли собой электрически не защищённые высоковольтные конструкции. В них элементы под высоким напряжением соединялись в воздухе открытой проводкой. Для преобразования напряжения использовались индукторы, механические выпрямители и ионные трубки; изображение получалось на флоуресцирующем экране либо на плёнке. Затем стали использоваться закрытые аппараты с высоковольтными кабелями. Для создания высокого напряжения использовались высоковольтные трансформаторы с масляной изоляцией и кенотронными выпрямителями. В 1938 году был предложен метод ксерорентгенографии (разновидность электрорентгенографии), который в 1950-е начал применяться для визуализации рентгеновских изображений. До 1967 года рентгеновскую пленку изготавливали из горючей нитроцеллюлозы, на которую наносился слой фотографической эмульсии. Затем всё производство рентгеновской плёнки было переведено на безопасную ацетилцеллюлозную основу. В 1972 году был создан первый компьютерный томограф. В 1977 году начал выпускаться специализированный журнал, посвящённый компьютерной томографии. С 1979 года все стационарные рентгеновские аппараты в СССР оснащались только трёхфазными генераторами напряжения мощностью 50 кВт. Флюорографы использовались повсюду в СССР для скрининга, поскольку обладали низким соотношением цена/качество, экраны для флюорографов производили из сцинтиллятора ZnS·CdS·Ag.

## Типы рентгеновских аппаратов
- Рентгенодиагностический аппарат общего назначения
- Ангиограф
- Палатный рентгеновский аппарат
- Дентальный рентгеновский аппарат
- Пантомографический дентальный аппарат
- Операционный рентгеновский аппарат
- Рентгеновский маммограф
- Флюорограф
- Рентгеновский компьютерный томограф
- Рентгенотерапевтический аппарат
- Дефектоскопический рентгеновский аппарат
- Рентгеновский досмотровый сканер
- Аппарат С-дуга
- промышленные рентгеновские аппараты, в том числе применяемые в дозиметрии